# Passeromyia pruinosa
Passeromyia pruinosa är en tvåvingeart som först beskrevs av Wulp 1880.  Passeromyia pruinosa ingår i släktet Passeromyia och familjen husflugor. Inga underarter finns listade i Catalogue of Life.